# Anne Ranasinghe
Pour les articles homonymes, voir Ranasinghe.
Anne Ranasinghe (1925-2016) est une poète sri-lankaise de langue anglaise d'origine juive-allemande. Elle est considérée comme l'un des principaux poètes anglophones du Sri Lanka, ayant remporté plusieurs prix internationaux.

## Biographie
Anne Ranasinghe est née le 2 octobre 1925 à Essen, en Allemagne, dans une famille juive. Elle a étudié à la Jawne Privates Jüdisches Reformrealgymnasium im Entstehen mit Realschule für Knaben und Mädchen (en) à Cologne. Elle a été témoin de la nuit de Cristal, de l'incendie de la synagogue d'Essen. En 1939, ses parents, Anna et Emil Katz l'ont envoyée en Angleterre dans la cadre du Kindertransport. Elle est arrivée chez une tante qu'elle n'avait jamais vue auparavant. En moins d'une semaine, elle a rejoint une école à 200 km de là et y appris l'anglais. La Seconde Guerre mondiale a éclaté et plus tard, elle a appris que ses parents avaient été déportés dans le ghetto de Lodz en octobre 1941 et gazés dans le camp d'extermination de Chełmno en 1944. De la famille juive Katz, qui se souvenait de sept générations dans le petit village de Züschen (de) près de Fritzlar (Nord de la Hesse), Anneliese était la seule à avoir survécu.
Elle a terminé ses études à la Parkstone Grammar School (en) et s'est formée pour devenir infirmière au Charing Cross Hospital (en), au King's College Hospital, au Moorfields Eye Hospital (en), à l'hôpital royal de Chelsea et au Burden Neurological Institute (en).
En 1949, elle épouse un étudiant en médecine sri-lankais, Abraham Ranasinghe, et le rejoint au Sri Lanka en 1952, où elle fut la seule femme juive connue pendant les quarante années suivantes. 
Anne Ranasinghe a commencé sa carrière d'écrivain à la fin des années 1960 après avoir obtenu un diplôme en journalisme du Ceylon Technical College (en)]. En 1971, elle a publié son premier recueil de poèmes, And the Sun That Sucks The Earth to Dry. Ses poèmes les plus connus sont : July 1983, Plead Mercy (1974), A Long Hot Day et At What Dark Point (1970). Elle a publié 12 livres et a été traduite en plusieurs langues dans sept pays.
À partir de 1975, Anne Ranasinghe a travaillé pour le service des publications sud-asiatiques d'Amnesty International au Sri Lanka.
Anne Ranasinghe est décédée le 17 décembre 2016 dans sa résidence de Colombo à Rosmead Place, à l'âge de 91 ans. Les écoliers sri-lankais du GCE Ordinary Level étudient ses poèmes.

## Distinctions
Anne Ranasinghe a reçu le prix du Sri Lanka Arts Council pour la poésie en 1985 et à nouveau en 1992 et aussi pour la non-fiction en 1987. Elle a remporté le State Literary Award (en) pour le meilleur recueil de nouvelles en 1994. Elle a reçu l'ordre du Mérite de la République fédérale d'Allemagne, la seule récompense civile fédérale de la nation.

## Œuvres
- And a Sun That Sucks The Earth to Dry I Pray for Rain: Poems, Colombo, Lakehouse Investments, 1971
- With Words We Write Our Lives Past, Present, Future: Short Stories and Poems, Colombo, Hansa Publishers, 1972
- Plead Mercy, recueil de poèmes, Colombo, Kularatne and co., 1975
- Love, Sex and Parenthood, Colombo, Kularatne and co., 1978
- Of charred wood midnight fear, Alte Synagoge Essen, 1983
- Against Eternity and Darkness: Poems, Colombo, Samanala, 1985
- At What Dark Point, 1991
- Not Even Shadows, 1991
- Desire and other Stories, 1994
- The Letter and Other Stories, 1994
- Du Fragst Mich, Warum Ich Gedichte Schreibe (You Ask Me Why I Write Poems), Augsbourg, Maro Verlag, 1994
- Mascot and Symbol, 1997
- A Long Hot Day, 2005
- On the fifth Day, 2006
- Snow, 2014
- Who can guess the moment?, 2015
- Four Things, 2016

## Anthologies
- Four Things / Viererlei, Ambassade d'Allemagne à Colombo, 2015[12]

## Citation
Every morning I see him

sitting in speckled shade

of blossom laden araliya tree

which I planted many years ago

in my garden, and it branches now

have spread in our lane.

## Autres
- En 1985, un documentaire de 45 minutes de Michael Lentz sur sa vie a été diffusé sur WDR : Heimsuchung[14]
- Dans le cadre du Library of Congress South Asian Literary Recordings Project, elle a réalisé un enregistrement de 72 minutes de ses poèmes[15]